# Taeniodera bisignata
Taeniodera bisignata är en skalbaggsart som beskrevs av Moser 1913. Taeniodera bisignata ingår i släktet Taeniodera och familjen Cetoniidae. Inga underarter finns listade i Catalogue of Life.